# Grégory Vollet
Grégory Vollet, né le 21 mars 1975 à Fontainebleau, est un coureur cycliste français en VTT cross-country.

## Palmarès en VTT cross-country

### Championnats du monde
- 1998 :  13e du cross-country
- 1999 :  18e du cross-country
- 2000 :  7e du cross-country

### Coupe du monde
- Coupe du monde de cross-country
  - 1998 : 10e du général
  - 1999 : 8e du général, vainqueur de la 2e manche

### Championnats d'Europe
- 1999 :  médaillé d'argent du cross-country

## Palmarès sur route
- 2000
  - Grand Prix de Peymeinade